# Golmayo
Golmayo é um município da Espanha, na província de Sória, comunidade autónoma de Castela e Leão. Tem 189,83 km² de área e em 2021 tinha 2 844 habitantes (densidade: 15 hab./km²). Pertence à comarca de Sória, e limita com os municípios de Sória, Los Rábanos, Quintana Redonda, Rioseco de Soria,
Calatañazor, Villaciervos e Cidones.